# Ciocalypta sasuensis
Ciocalypta sasuensis är en svampdjursart som beskrevs av Kang och Thomas Robertson Sim 2008. Ciocalypta sasuensis ingår i släktet Ciocalypta och familjen Halichondriidae. Inga underarter finns listade i Catalogue of Life.